# Numeris
Pour les articles homonymes, voir BBM.
Numeris (précédemment Sondages BBM/BBM Canada, pour Bureau of Broadcasting Measurement) est un organisme à but non lucratif fondé en 1944 par l'association canadienne des radiodiffuseurs (ACR) et l'association canadienne des annonceurs (ACA). Il s'applique à mesurer les auditoires des stations de radio, des chaînes de télévision et des médias interactifs.

## Historique
Le 2 juillet 2014 Sondages BBM est rebaptisé Numeris.

### Identité visuelle (logo)

Logo de Sondages BBM jusqu'en décembre 2003
Logo de Sondages BBM de décembre 2003 à juillet 2005
Logo de Sondages BBM de juillet 2005 à juillet 2014
Logo de Numeris à partir de juillet 2014

## Méthode
Les enquêtes se font à l'aide de cahiers de sondages, distribués à des auditeurs ou des téléspectateurs volontaires pour participer à la mesure de l'auditoire. Ces personnes doivent indiquer quelles émissions, quelles chaînes télévisées ou quelle station radiophonique ils ont regardées ou écoutées à différentes heures de la journée. On désigne souvent les résultats en parlant de sondages BBM. Ils sont scrutés avec attention par les gens du milieu des médias et par les annonceurs. Ils servent de base aux tarifs publicitaires et aux décisions relatives à la programmation.

## Radio
En radio, il y a trois périodes de sondages BBM durant l'année. Les sondages d'automne et du printemps sont particulièrement significatifs, alors que ceux d'été, dont les résultats sont souvent beaucoup plus faibles, sont moins considérés. Traditionnellement, les auditeurs écoutent moins la radio pendant la période estivale, qui coïncide avec le retour du soleil mais aussi avec les vacances des animateurs vedettes. Les auditoires sont tout de même mesurés, pour des raisons publicitaires, et les résultats finaux sont davantage utiles aux commanditaires et aux annonceurs qu'aux directeurs ou propriétaires de stations.

## Télévision
Au Canada, les sondages BBM ont parfois été critiqués dans les dernières années en raison de la disparité entre les résultats obtenus par BBM et Nielsen, un autre organisme de mesure d'auditoire. Nielsen utilise des dispositifs qui, placés sur les téléviseurs, notent automatiquement les chaînes regardées dans chaque foyer choisi, et la durée d'écoute. Certains estiment que cette dernière méthode est plus fiable.

## Annexe